# Резня в Ловасе

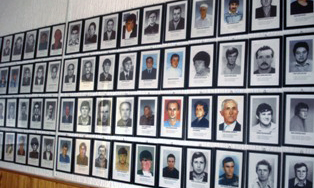
Фотографии убитых в Ловасе

Резня в Ловасе (хорв. Pokolj u Lovasu, серб. Масакр у Ловасу) — убийства мирных хорватских граждан, совершённые сербскими отрядами в хорватских деревнях Ловас и Опатовац в октябре — декабре 1991 года в ходе войны в Хорватии.
Согласно хорватским источникам суммарное число погибших составило 75 человек, сербский суд по расследованию военных преступлений насчитал 70 жертв.

## Предыстория
Ловас и Опатовац — две деревни в восточной Славонии, расположенные к юго-востоку от Вуковара. По переписи 1991 года в Ловасе жило 1 681 человек (86 % хорватов, 8 % сербов), в Опатоваце — 550 человек (43 % хорватов, 26 % сербов).
Вслед за провозглашением независимости Хорватии в ряде регионов страны вспыхнули столкновения между хорватскими частями и частями Югославской народной армии при поддержке сербских полувоенных добровольческих формирований. В сентябре 1991 года с территории Сербии на хорватскую Славонию началось массированное наступление, ознаменовавшее собой начало битвы за Вуковар. Сербское наступление сопровождалось этническими чистками.

## Оккупация и убийства

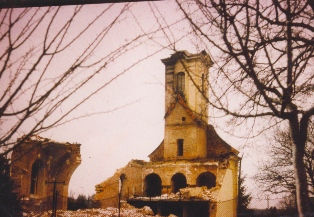
Разрушенная католическая церковь в Ловасе

27 сентября 1991 года командование ЮНА пригласило жителей Ловаса на мирные переговоры. Сельчанам было предложено сдать всё имевшееся у них оружие. Имея сведения о печальной судьбе соседних хорватских сёл, жители Ловаса отвергли данное требование. 30 сентября 1991 года ЮНА атаковала Ловас. Сельчане в течение 10 дней держали оборону, рассчитывая на поддержку хорватской гвардии, но последняя не успела. В ходе артиллерийского обстрела была разрушена католическая церковь в Ловасе. 10 октября 1991 года части ЮНА и сербские паравоенные отряды вошли в Ловас. В тот же день ими было убито 22 мирных жителя хорватской национальности. Четырьмя днями позднее был занят Опатовац, за этим также последовали убийства нонкомбатантов.
В Ловасе было полностью разрушен 261 дом. Часть домов была разрушена в ходе артиллерийского обстрела перед оккупацией, однако часть домов, где жили хорваты, была взорвана уже после того, как сербы заняли деревню.
По свидетельствам выживших, жители хорватской национальности подвергались насилию, жестокому обращению и пыткам. Все они были обязаны носить белые ленты на руках в знак того, что они хорваты. Деревенская библиотека была превращена в тюрьму, где мужчины и женщины подвергались пыткам и изнасилованиям.
Все три католические церкви (две в Ловасе и одна в Опатоваце) были разграблены и частично или полностью разрушены. На кладбище возле церкви была выкопана общая могила, куда сбрасывали тела убитых жителей (всего в ней было захоронено 68 жертв).
18 октября около 50 хорватских жителей Ловаса были принудительно выгнаны сербами на минное поле, которое сербские отряды установили рядом с деревней накануне её взятия, чтобы «очистить» его. Отказывавшихся расстреливали. Всего в этот день по данным сербского суда по расследованию военных преступлений от мин и пуль погибли 22 человека, многие были ранены и искалечены.
Убийства и издевательства в Ловасе продолжались до декабря, когда было подписано соглашение о прекращении огня и стороны согласились на ввод в регион международных миротворческих сил UNPROFOR.

## Последствия

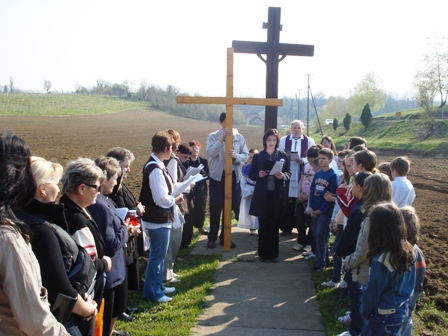
Траурное мероприятие в Ловасе, посвящённое памяти жертв трагедии. 2009 год

Всего в Ловасе было убито более 70 мирных жителей, 11 из них были женщинами. 1341 человек из Ловаца и 320 из Опатовца бежали от сербов и смогли вернуться в родные места только после войны. Ряд жителей деревни был отправлен в лагеря на территорию Сербии с целью последующего обмена на сербских военнопленных. Восточная Славония была мирно реинтегрирована в состав Хорватии после подписания Дейтонских соглашений в 1995 году. В 1997 году началось расследование военных преступлений в Ловасе, массовое захоронение на кладбище было эксгумировано, жертвы перезахоронены.
Международный трибунал по бывшей Югославии включил военные преступления в Ловасе в рассмотрение дела Слободана Милошевича, некоторые выжившие жители деревни выступали свидетелями на процессе. В 2003 году хорватский суд выдвинул обвинения в убийствах, пытках и других преступлениях против 18 человек, входивших в состав сербских сил в Ловасе. Только один из них был арестован, остальные осуждены заочно. В мае 2007 года некоторые из этих лиц были арестованы в Сербии. В ноябре 2007 года белградский суд выдвинул обвинения против 14 лиц в связи с резнёй в Ловасе . Среди обвиняемых 4 экс-офицера ЮНА, 6 членов сербского добровольческого отряда «Душан Великий» и 4 члена местного сербского ополчения. Процесс стартовал в 2008 году.